# 神奈川県立神田高等学校
神奈川県立神田高等学校（かながわけんりつ かんだこうとうがっこう）は、かつて神奈川県平塚市田村三丁目にあった県立高等学校。2009年4月に神奈川県立五領ヶ台高等学校と統合し、単位制普通科高校として神奈川県立平塚湘風高等学校が新設された。

## 概要
JR東海道線平塚駅からバス15分の所に在った。

## 交通アクセス
神奈川県立平塚湘風高等学校#交通を参照。

## 著名な出身者
- 山瀬まみ（中退後、堀越高校へ編入）
- 井上ゆりな（グラビアアイドル）